# Ácido anacárdico

Estrutura geral dos ácidos anacárdicos. R é uma cadeia alquílica de comprimento variável, que pode ser saturada ou insaturada.

O ácido anacárdico é um composto químico encontrado na casca da castanha de caju (Anacardium occidentale). Como ele está intimamente relacionado com urushiol, podendo também causar uma erupção cutânea alérgica em contato com a pele conhecida como dermatite de contato induzida por urushiol. O acido anacárdico é um líquido amarelo. É miscível parcialmente em álcool e éter, mas quase imiscível em água. Quimicamente, o ácido anacárdico é uma mistura de vários compostos orgânicos intimamente relacionados. Cada um consiste de um ácido salicílico substituído com uma cadeia alquílica que tem 15 ou 17 átomos de carbono. O grupo alquila pode ser saturado ou insaturado. O ácido anacárdico é portanto uma mistura de moléculas saturadas e insaturadas. A mistura exata depende da espécie da planta. da qual o a mistura encontrada no caju é muito letal para as bactérias Gram positivas.
Usado principalmente no tratamento de abcessos dentários, também é ativo contra acne, alguns insetos, tuberculose e SARM. Ela é encontrada principalmente na castanha de caju,  mas também no fruto do caju, no óleo de casca de noz do caju, mas também em mangas e gerânios Pelargonium.

## Tratamento de abcessos dentários
A cadeia lateral com três ligações insaturadas provou ser a mais eficaz contra a Streptococcus mutans, a bactéria da cárie dentária, em experimentos de tubo de ensaio. O número de ligações insaturadas não teve influência na ação contra a Propionibacterium  (bactéria da acne). Pesquisas de laboratório comprovaram que o ácido anacárdico se demonstra muito eficaz contra bactérias causadoras da tuberculose. Ao aquecer, este ácido se converte em um tipo de álcool (cardanol), mas não perde suas propriedades a não ser que a temperatura se eleve a ponto de causar a descarboxilação da mistura. Diz-se que os povos da Costa do Ouro usavam a castanha do caju e as folhas para curar a dor de dente.

## Aplicações industriais
Ácido anacárdico é o principal componente do óleo de castanha de caju, e encontra uso na indústria química para a produção de cardanol, que é utilizado para as resinas, revestimentos e materiais de fricção.

## Aplicação em resina biodegradável
Estudantes da Universidade Federal do Rio de Janeiro desenvolveram um resina biodegradável composta por cardanol e glicerol, substâncias extraídas do caju, contendo também a maghemita. Esta resina contém propriedades magnéticas e aglomerante de óleos, permitindo a sua utilização na remoção de petróleo derramado em fontes de água. Acredita-se que que as semelhanças entre as estruturas do cardanol e glicerol se assemelham a do petróleo, o que causa o efeito aglomerante.

## Historia
A primeira análise química do óleo da casca da castanha de caju do Anacardium occidentale foi publicado em 1847.